# Romanticismo

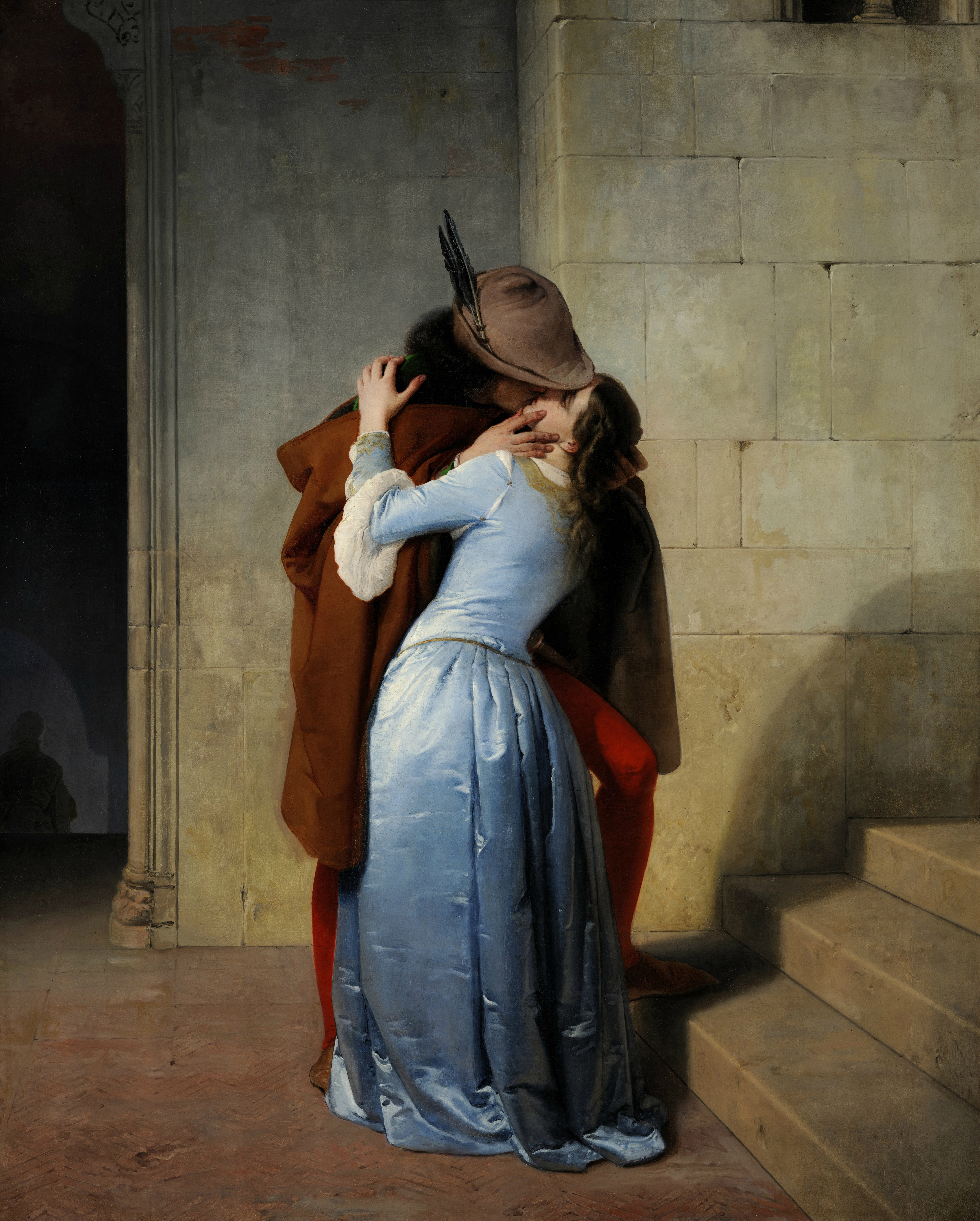
Francesco Hayez, Il bacio, 1859 (Pinacoteca di Brera), considerato l'immagine-simbolo del romanticismo italiano.

Il Romanticismo è stato un movimento artistico, musicale, culturale e letterario sviluppatosi al termine del XVIII secolo in Germania (Romantik). Preannunciato in alcuni dei suoi temi dal movimento preromantico dello Sturm und Drang, si diffuse poi in tutta Europa nel XIX secolo.

## Origine del termine
Il termine "Romanticismo" deriva dall'inglese romantic (da romance, traducibile in italiano come «romanzesco», nel senso di «non reale»), che nella metà del XVIII secolo indicava quei generi letterari, come i romanzi cavallereschi, che rappresentavano vicende fantastiche all'interno di un'ambientazione storica più o meno accurata. Accanto a questo primo significato si sviluppò e alla fine prevalse nel XVIII secolo quello di "pittoresco", riferito non solo a quanto veniva artisticamente raffigurato, ma soprattutto al sentimento che ne veniva suscitato.

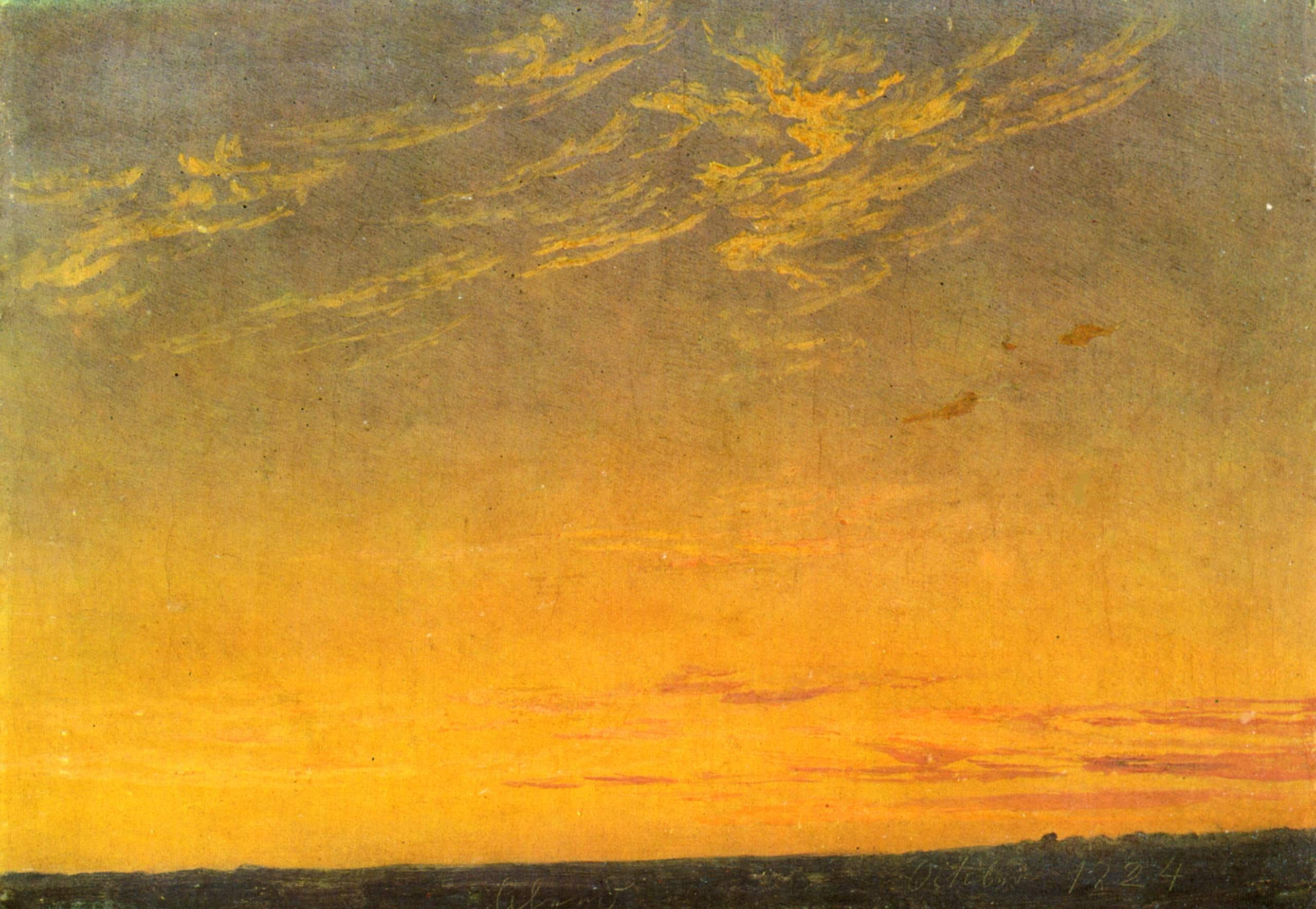
Caspar David Friedrich, Sera con nuvole (Abend mit Wolken), 1824 (Mannheim, Kunsthalle).

## Definizioni e interpretazioni
Non è possibile definire il Romanticismo in senso univoco poiché si tratta di un fenomeno complesso che assume connotazioni diverse a seconda delle nazioni in cui si sviluppa. Nel movimento romantico non c'è un riferimento preciso a un sistema chiuso di idee che possa compiutamente definirlo, ma esso fa piuttosto riferimento a un "modo di sentire" a cui gli artisti dell'epoca adeguarono il loro modo di esprimersi artisticamente.
Per quanto il Romanticismo sia un movimento culturale di origini tedesche, esso si sviluppa anche in Francia, a seguito del declino dell'Illuminismo. Pittori come Géricault, Delacroix e Caspar David Friedrich emergono come importanti artisti romantici mentre in Inghilterra Turner dà una impronta personale al sentire visivo romantico.
Come reazione all'Illuminismo e al Neoclassicismo, cioè alla razionalità e al culto della bellezza classica, il Romanticismo contrappone la spiritualità, l'emotività, la fantasia, l'immaginazione, e soprattutto l'affermazione dei caratteri individuali d'ogni artista. Il termine "Romanticismo" venne applicato per primo da Friedrich von Schlegel (1772) alla letteratura da lui considerata "moderna" e contrapposta a quella "classica". August Wilhelm von Schlegel scrive (nell'opera Corso di letteratura drammatica) che era un termine più che adeguato per definire il movimento che si era venuto a creare verso il 1790, perché alludeva alla lingua romanza, originata dalla mescolanza dei dialetti tedeschi con il latino. E proprio la diversità e l'eterogeneità erano rappresentative, secondo lui, dell'era romantica, in cui l'uomo non era più integro, unico e sufficiente a se stesso come nell'antichità classica, quando veniva predicato il concetto latino dell'autarchia (cfr. Orazio). Infatti, secondo i filosofi come Schopenhauer che si rifanno in parte a Johann Gottlieb Fichte, l'uomo, essere finito, tende all'infinito, cioè è alla costante ricerca di un bene o di un piacere infinito, mentre nel mondo finito a sua disposizione non trova che risorse limitate.
Questo fa sì che l'uomo senta un vuoto, una mancanza, che lo relega in una inevitabile situazione di infelicità. Tale posizione era già presente in Pascal, che però usava l'argomento a sostegno della ragionevolezza del Cristianesimo; è invece un elemento originalmente romantico l'aver confrontato tale condizione dell'uomo moderno con la condizione dell'uomo nel mondo classico. Come dice August Schlegel:
Tornando al termine "Romanticismo" che, utilizzato in modo sempre più ampio ed esteso, venne applicato già nell'Ottocento, dapprima ad una nuova tendenza della sensibilità basata sull'immaginazione e in seguito a un orientamento più diffuso del pensiero filosofico, parlando, via via, non solamente più di arte romantica, ma anche di scienza o filosofia romantiche.
Gli atteggiamenti interpretativi degli studiosi riguardo al termine romantico sono stati molto vari, e ciò crea problemi a chi voglia definire con maggior precisione questo termine. Wellek restringe il Romanticismo solamente a quei movimenti letterari europei che nella prima metà dell'Ottocento si rifecero a questo nome. Praz collega il Romanticismo ad un cambiamento della sensibilità avvenuto nel Settecento e vivo ancora oggi. Lowy interpreta il Romanticismo come una rivolta contro la modernità, razionalista e capitalista, in nome degli ideali perduti del passato. Filosofi come Schlegel e Nietzsche considerano il Romanticismo come uno dei due cardini sul quale ruota continuamente la spiritualità dell'uomo, distinguendo il primo fra classico e romantico, il secondo tra apollineo e dionisiaco.
Le opinioni divergono non solo sul termine, ma anche sull'omogeneità europea del fenomeno: alcuni, come Wellek, evidenziano una sostanziale omogeneità, altri, come Lovejoy, una maggiore diversità delle sue manifestazioni nazionali. Ancor oggi nel linguaggio comune le differenze sono molteplici: infatti, mentre in tedesco romantisch evoca immagini letterarie di paesaggi e di ricordi medievali, in inglese romantic si collega a concezioni sentimentali e all'amore.
Volendo assumere come riferimento temporale alcuni precisi fenomeni letterari, bisogna in ogni caso tener presente che essi si svilupparono in periodi differenti (tra il 1800 e il 1830) a seconda dei diversi paesi europei. Il Romanticismo nacque infatti dapprima in Germania con la fondazione della rivista Athenaeum, creata nel 1798 dallo stesso Schlegel insieme al fratello Wilhelm ed al poeta Novalis, riuniti nel gruppo usualmente chiamato gruppo di Jena; nello stesso anno 1798 esso nasceva in Inghilterra con la pubblicazione delle Lyrical Ballads di Coleridge e di Wordsworth; in Francia iniziò invece nel 1813 con la pubblicazione, a Londra ma in lingua francese, dell'opera De l'Allemagne di Madame de Staël, e infine in Italia nel 1816, previa autorizzazione del governo austriaco, grazie alla Biblioteca Italiana, il periodico letterario voluto e finanziato dai primi governanti austriaci della Lombardia, Bellegarde e Saurau, allo scopo di diffondere il consenso verso il nuovo governo succeduto ai francesi.

## Punti chiave

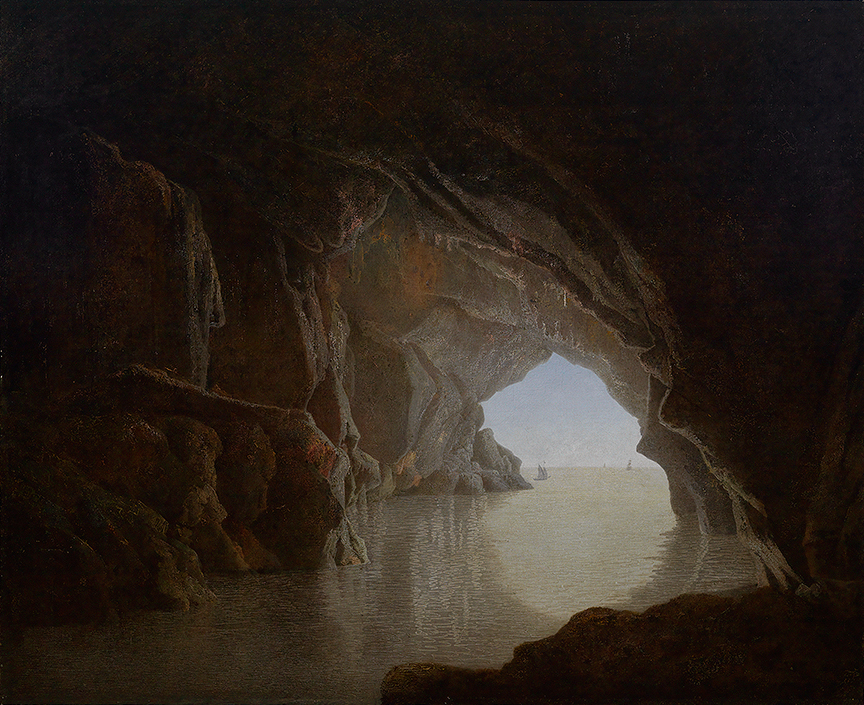
Cave at evening, di Joseph Wright (1774), che evoca una rappresentazione del «sublime» (Smith College Museum of Art, Northampton, Massachusetts)

Il Romanticismo si rifece in linea di massima alla necessità di attingere all'infinito. Di conseguenza sono spesso ricorrenti alcuni essenziali punti chiave come:
- Assoluto e titanismo: caratteristica inequivocabile del Romanticismo è la teorizzazione dell'assoluto, l'infinito immanente alla realtà (spesso coincidente con la natura) che provoca nell'uomo una perenne e struggente tensione verso l'immenso, l'illimitato. Questa sensibilità nei confronti dell'assoluto si identifica nel titanismo: viene paragonata dunque allo sforzo dei titani che perseverano nel tentativo di liberarsi dalla prigione imposta loro da Zeus, pur consapevoli di essere stati condannati a restarci per sempre.[6][7]
- Sublime: secondo i romantici, l'infinito genera nell'uomo un senso di terrore e impotenza, definito sublime, che non è tuttavia recepito in modo violento, tale da deprimere il soggetto, ma al contrario l'incapacità e la paralisi nei confronti dell'assoluto si traduce nell'uomo in un piacere indistinto, dove ciò che è spaventevole e incontrollabile diventa bello.
- Sehnsucht: dal tedesco traducibile come tensione ansiosa. È la diretta conseguenza di quanto sperimenta l'uomo nei confronti dell'assoluto, un senso di continua inquietudine e struggente tensione verso qualcosa che per il momento non è possibile raggiungere, scatenando un sentimento che affligge il soggetto e lo spinge ad oltrepassare i limiti della realtà terrena, opprimente e soffocante, per rifugiarsi nell'interiorità o in una dimensione che supera lo spazio-tempo.
- Ironia: la consapevolezza della finzione delle cose che circondano l'uomo e che egli stesso crea si traduce nell'ironia, per cui l'uomo prende coscienza della sua stessa limitatezza. L'ironia, che Socrate medesimo usava per auto sminuirsi quando si confrontava con i suoi interlocutori (ironia socratica), si identifica quindi in un atteggiamento dissimulatore.

## Temi tipici

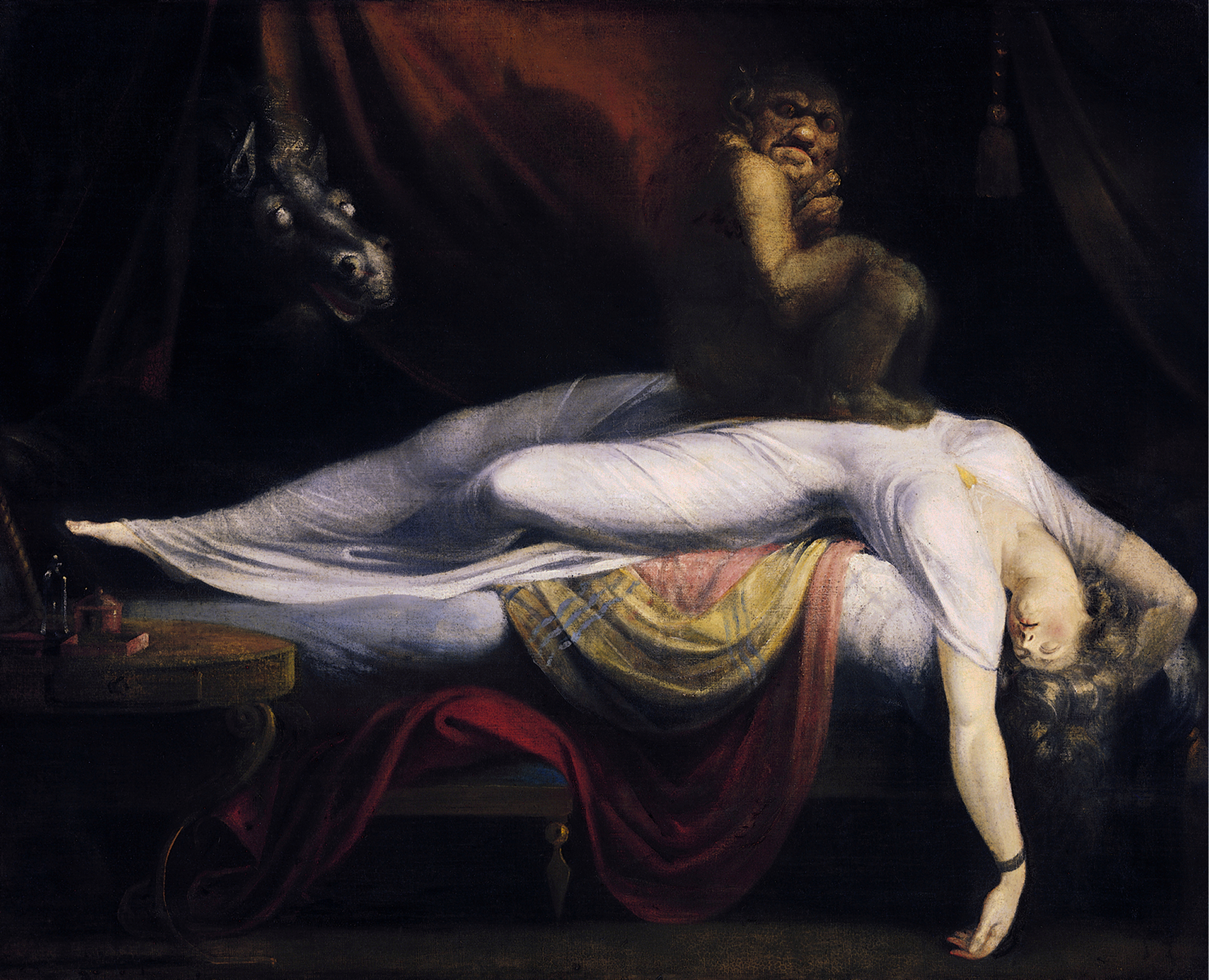
Johann Heinrich Füssli, Incubo, 1781 (Detroit, Institute of Fine Arts).

Temi caratteristici di quasi tutti i campi toccati dal movimento romantico sono:
- Negazione della ragione illuminista: gli autori romantici rifiutano l'idea illuministica della ragione, poiché questa non si è rivelata in grado di spiegare la totalità del mondo e la realtà nella loro complessità. Nell'era romantica si verifica pertanto un notevole progresso nell'esplorazione dell'irrazionale: i sentimenti, la follia, il sogno, le visioni assumono un ruolo di primaria importanza.
- Esotismo: è una fuga dalla realtà, che può essere sia temporale che spaziale ("locus amoenus") e perciò rivolge il proprio interesse verso mete esotiche o comunque lontane dai luoghi di appartenenza, oppure ad un'epoca diversa da quella attuale, come il Medioevo o l'età classica antica.
- Soggettivismo e individualismo: con l'abbandono della ragione illuministica, tutto ciò che circonda l'uomo, la natura, non ha più una sola, univoca, razionale chiave di lettura, e si approda così alla concezione per cui ogni uomo proietta i propri turbamenti, o comunque il proprio io, nella natura, che ne diventa la manifestazione oggettiva.
- Concetto di popolo e nazione: all'universalismo livellatore dell'illuminismo si sostituisce una rivalutazione delle specificità dell'individuo, che su grandi dimensioni, cioè a livello di Stato e comunità, assume l'aspetto del nazionalismo, contribuendo così alla formazione della coscienza nazionale e risvegliando un forte interessamento alle espressioni popolari e folcloristiche, spesso unito al desiderio di ricercare le antiche origini da cui sono sorte le nazioni moderne: da qui la profonda passione per il Medioevo, tanto disprezzato dall'Illuminismo, considerato l'epoca mitica che vide la nascita dei moderni popoli europei.[8] Fonte di ispirazione dei poeti romantici sono quindi le opere medievali, ma in certi casi anche quelle classiche di Omero, ritenute più originali di quelle latine, in quanto risultato della tradizione orale e folcloristica dell'intero popolo greco antico.
- Ritorno alla religiosità e alla spiritualità: oltrepassando i limiti della ragione stabiliti dagli illuministi, l'uomo romantico cerca stabili supporti nella fede e nella conseguente tensione verso l'infinito. Si determina così un ritorno all'utilizzo di pratiche magiche e occulte, a volte accidentale motivo di importanti scoperte scientifiche.
- Studio della Storia: mentre nel Settecento illuminista l'uomo veniva considerato quale essere razionale sempre dotato di dignità a prescindere dal suo particolare contesto storico, in età romantica si recupera una visione dell'uomo in fieri, cioè in costante cambiamento. Si sviluppano così nuove discipline come la numismatica, l'epigrafia, l'archeologia, la glottologia. Due importanti teorizzatori della lettura più scientifica e oggettiva della storia sono Mommsen e Niebhur.

Parallelamente si sviluppa una forte critica all'uso spregiudicato del lume della ragione, che nel Settecento aveva condotto molti pensatori illuministi a stigmatizzare il popolo del Medioevo, ritenuto oppresso dal peso di una religione oscurantista: i romantici, predicando un ritorno alla religiosità e invitando al tuffo nella fede (oggetto d'indagine peraltro già affrontato da Pascal e successivamente da Kierkegaard), riabilitano i tempi "bui" del Medioevo, apprezzando quei caratteri che l'Illuminismo criticava (lo stesso Hegel finirà per rivalutare le religioni "positive", condannate in età giovanile).

### L'eroe romantico
Un altro tema tipico è quello dell'eroe romantico, un archetipo letterario ricorrente nelle opere del romanticismo, che rifiuta norme e convenzioni stabilite, è stato rifiutato dalla società, e ha messo se stesso al centro della propria esistenza; spesso è il protagonista di un'opera letteraria in cui l'obiettivo principale è posto sui pensieri del personaggio piuttosto che sulle sue azioni. È un personaggio dai sentimenti forti e anche contrastanti, agitato da passioni e da una tensione verso l'Assoluto.
Prototipi ed esempi di questo tipo di eroe (che spesso ha anche caratteristiche antieroiche), in cui talvolta l'autore traspone le proprie esperienze di vita, sono Werther di Goethe, Giulia di Rousseau, Jacopo Ortis di Foscolo, la tipologia dell'eroe byroniano (presente nelle opere di Lord Byron), Prometeo di Percy Shelley, il Vecchio Marinaio di Samuel Taylor Coleridge, René di François-René de Chateaubriand, Victor Frankenstein di Mary Shelley e molti altri.
Napoleone Bonaparte è stato definito come un modello storico e vivente di eroe romantico.

## Romanticismo in letteratura
Il movimento romantico europeo ebbe origine nell'opera di alcuni letterati e ideologi tedeschi della fine del Settecento. Si faceva una netta distinzione tra la poesia naturale, "Naturpoesie", quella che esprime subito, con il sentimento, le caratteristiche di una nazione, e la poesia riflessa o d'arte che è quella che non nasce spontanea, ma nasce dalla imitazione dei modelli stranieri.

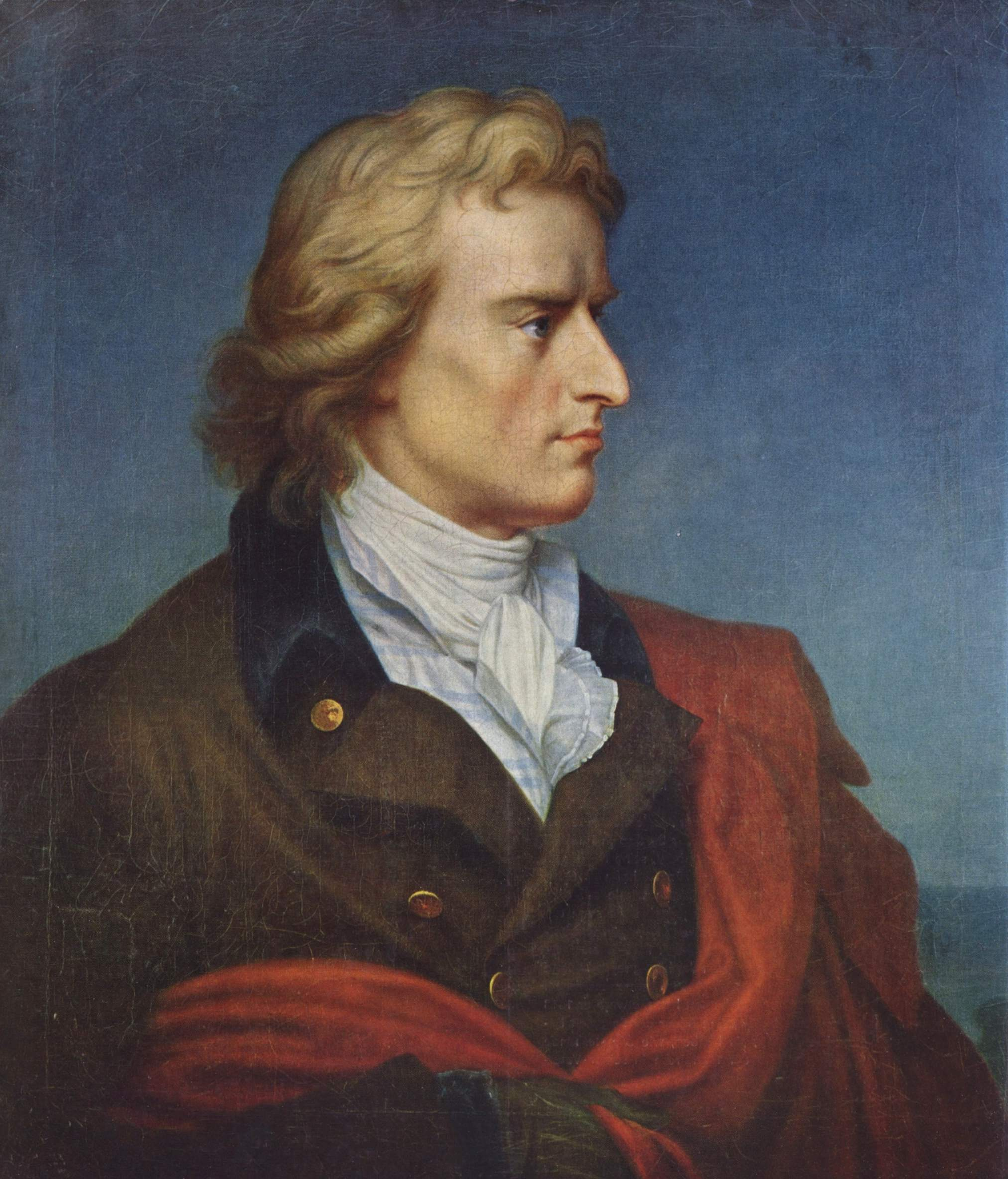
Friedrich Schiller

Il diverso atteggiamento che gli scrittori e i poeti assumono nella vita fa sì che nella produzione letteraria si sviluppino due correnti:
- la corrente soggettiva, che concepisce la poesia come una delle più alte espressioni di spirito, di fantasia, di sentimento dell'uomo, espressione spontanea degli ideali dell'artista. Costui dà voce all'inquietudine e all'insoddisfazione dello spirito umano, al contrasto tra reale e ideale, tra finito e infinito che dilaniano il suo cuore. La poesia è fonte di introspezione, scavo interiore, analisi degli stati d'animo dell'autore che sono universali e accomunano tutti gli uomini;
- la corrente oggettiva, che concepisce la letteratura come rappresentazione di una realtà storico-sociale; vuole rappresentare il vero esteriore, la vita e gli ideali degli uomini di un preciso tempo e luogo. Lo strumento principale di cui si serve è il romanzo.

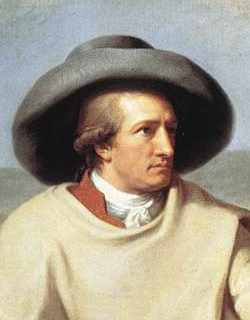
Johann W. Goethe

Si sostenne che ogni nazione avesse la sua poesia, diversa dalle altre per lingua e forma, e pertanto fosse assurdo che la poesia tedesca si rifacesse a quella dei greci o dei romani. Essa doveva trovare un'espressione nuova e spontanea che fosse conforme ai suoi miti, alla sua storia e alla sua natura.
Al rigetto di tutti i modelli dell'arte classica si accompagnò, negli scrittori di questo gruppo, l'idea di una poesia schietta e popolare, intesa come immediata adesione alla natura, l'ammirazione verso le fonti primitive dell'arte germanica, l'esaltazione di un tipo di eroe appassionato e ribelle ad ogni legge.
Per quanto riguarda gli artisti romantici tedeschi, bisogna dire che in Germania si sviluppò tra il 1770 e il 1785 il movimento dello Sturm und Drang (trad. lett. "tempesta ed impeto"), che vantava artisti come Goethe e Schiller; nel 1797 si suole porre l'inizio del Romanticismo anno in cui venne pubblicata l'Introduzione di Friedrich Schlegel al proprio Sullo studio della poesia greca. Nel 1798, invece, venne fondato l'organo principale di diffusione delle discussioni e delle tematiche del Primo Romanticismo: la rivista "Athenaeum". Da allora si distinsero due diverse scuole: quella di Jena e quella di Heidelberg. Della prima facevano parte i due fratelli Schlegel, fondatori della sopracitata rivista, e altri artisti come Novalis, Tieck e Schelling; della scuola di Heidelberg (che aveva tendenze campanilistiche) facevano parte autori come Von Chamisso e Brentano. Altro scrittore romantico degli inizi fu E.T.A. Hoffmann.

### Il Romanticismo letterario britannico
Contemporaneamente, in Inghilterra, si manifestò un analogo movimento letterario e poetico di cui i primi esponenti furono Wordsworth e Coleridge, anche se le radici possono essere trovate nella scuola preromantica della poesia cimiteriale, specialmente in Edward Young e Thomas Gray, e nell'ossianesimo di James MacPherson.
Gli autori romantici inglesi vengono generalmente divisi in due diverse generazioni: una che concerne la fine del 1700, e un'altra che è vissuta nella prima metà del 1800. Della prima fanno parte Wordsworth, legato al concetto di epifania (intesa come riflessione profonda stimolata inaspettatamente da un fatto prosaico e quotidiano), Coleridge, poeta generalmente definito onirico a causa dell'atmosfera suscitata dalle sue opere, nelle quali sembra di essere in un sogno, e Blake, poeta visionario, che vedeva nella natura dei simboli che si qualificavano come chiavi di lettura di una realtà oltre quella fenotipica. Della seconda generazione si possono definire poeti come John Keats, un nostalgico dell'era classica, Byron, il prototipo del poeta ribelle ed esule, e Percy Bysshe Shelley, che aveva molto caro il tema della libertà (basti pensare al titolo di una sua opera: Prometeo liberato), oltre a sua moglie Mary Shelley, autrice del famoso romanzo Frankenstein
Un posto a sé stante merita, nel panorama romantico inglese dei primi decenni dell'Ottocento, il narratore e saggista Thomas de Quincey, dalla fantasia accesa e visionaria, anticipatore di correnti estetiche inquadrabili nel decadentismo europeo della seconda metà del secolo, e della letteratura vittoriana.
Nel romanzo storico si distinse lo scozzese Walter Scott.
Esponenti molto importanti del Romanticismo inglese furono i pittori John Constable e William Turner, appartenenti alla corrente naturalista, nonché il già citato William Blake, con la sua particolare pittura onirica. La pittura vittoriana è stata molto influenzata da quella romantica.

### Il Romanticismo letterario francese

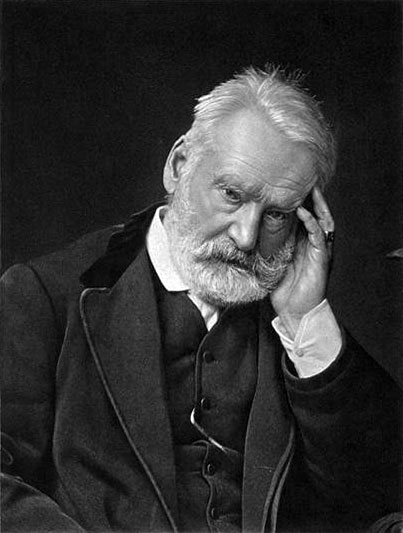
Victor Hugo

Il Romanticismo francese si è distinto tra gli altri per il profondo rinnovamento di temi, forme ed estetica della letteratura. Benché i primi fermenti romantici si trovino in opere di Jean-Jacques Rousseau (specie in Discorso sulle scienze e le arti, Giulia o la nuova Eloisa, Le confessioni) e nella lirica di André Chénier, i capofila dei romantici francesi sono stati in parte Madame de Staël, ma soprattutto autori come Alphonse de Lamartine con le Meditations, François-René de Chateaubriand (considerato il fondatore del romanticismo letterario francese) con René e il Genio del Cristianesimo, e Victor Hugo con le Odes e le sue due opere più importanti: Notre-Dame de Paris e Les Miserables.

### Il Romanticismo letterario italiano

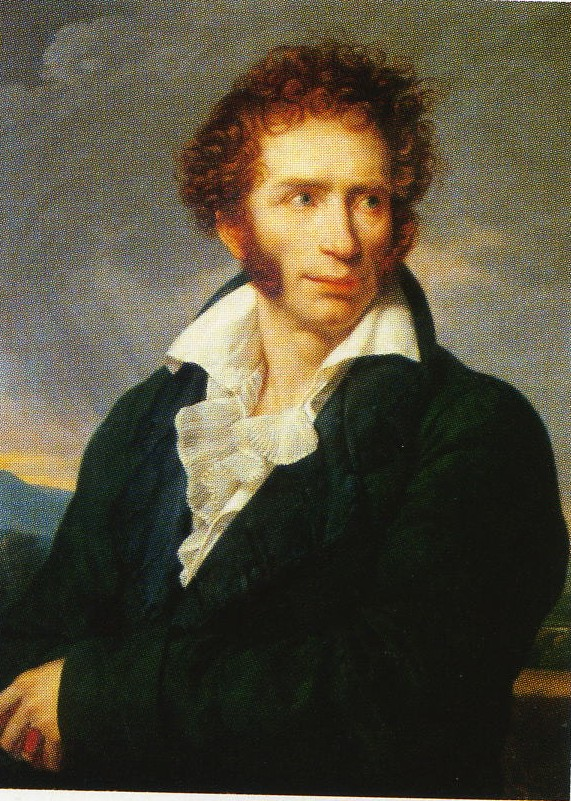
Ugo Foscolo

In Italia si possono già trovare alcuni elementi tipici della nuova sensibilità romantica in Ugo Foscolo (1778-1827) e Ippolito Pindemonte (1753-1828), dove però risultano in parte legati alla corrente del Neoclassicismo, e nei poeti "cimiteriali" sul modello inglese. Il preromanticismo italiano, in generale, riprende tematiche già espresse nella poesia del Rinascimento nella letteratura barocca (marinisti), e nell'opera di Dante e Petrarca, ai quali si guardava come capostipiti del nuovo sentimento nazionale.

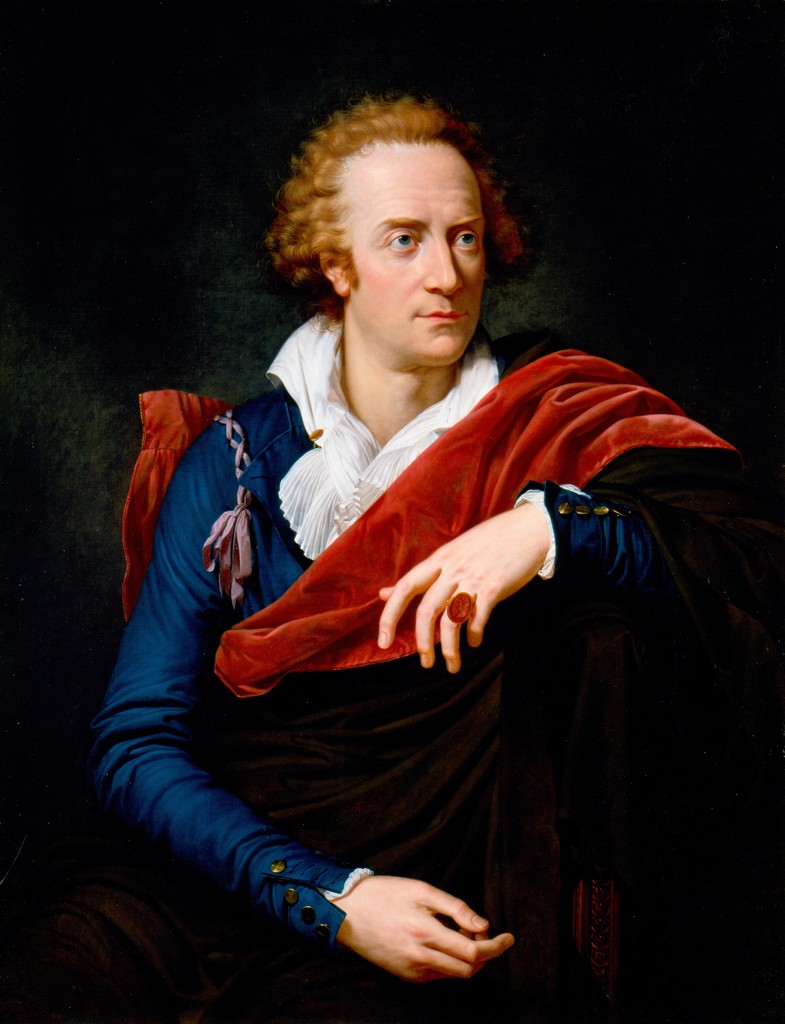
Vittorio Alfieri

Un'altra estensione dell'ideale letterario a fatto politico e sociale della rinascita dell'Italia si ebbe con Vittorio Alfieri (1749-1803), che diede inizio a quel filone letterario e politico risorgimentale che si sviluppò nei primi decenni del XIX secolo.
La data vera e propria di inizio del Romanticismo italiano è il 1816: nel gennaio di tale anno, infatti, Madame de Staël pubblicò nella Biblioteca Italiana un articolo (Sulla maniera e utilità delle traduzioni) nel quale invitava gli italiani a conoscere e tradurre le letterature straniere come mezzo per rinnovare la propria cultura. Inoltre, sempre nello stesso anno, Giovanni Berchet scrisse quello che poi divenne il manifesto del Romanticismo letterario italiano: la Lettera semiseria di Grisostomo al suo figliolo, nella quale si esalta la nuova corrente letteraria e si deridono i canoni del Neoclassicismo (per questo l'opera è definita "semiseria").
Successivamente alcuni letterati si staccarono dalla Biblioteca Italiana, rivista a carattere conservatore, e fondarono nel 1818 il Conciliatore, rivista diretta da Silvio Pellico con Ludovico Di Breme, Pietro Borsieri, Giovanni Berchet e Ermes Visconti. Il Conciliatore si proponeva di "conciliare" ricerca tecnico-scientifica con letteratura, sia illuminista che romantica, con pensiero laico e con il cattolicesimo, ma tale rivista fu chiusa nel 1819 per ordine degli austriaci. In Toscana invece il principale organo di diffusione della cultura romantica fu L'Antologia, fondata da Giovan Pietro Vieusseux e Gino Capponi.

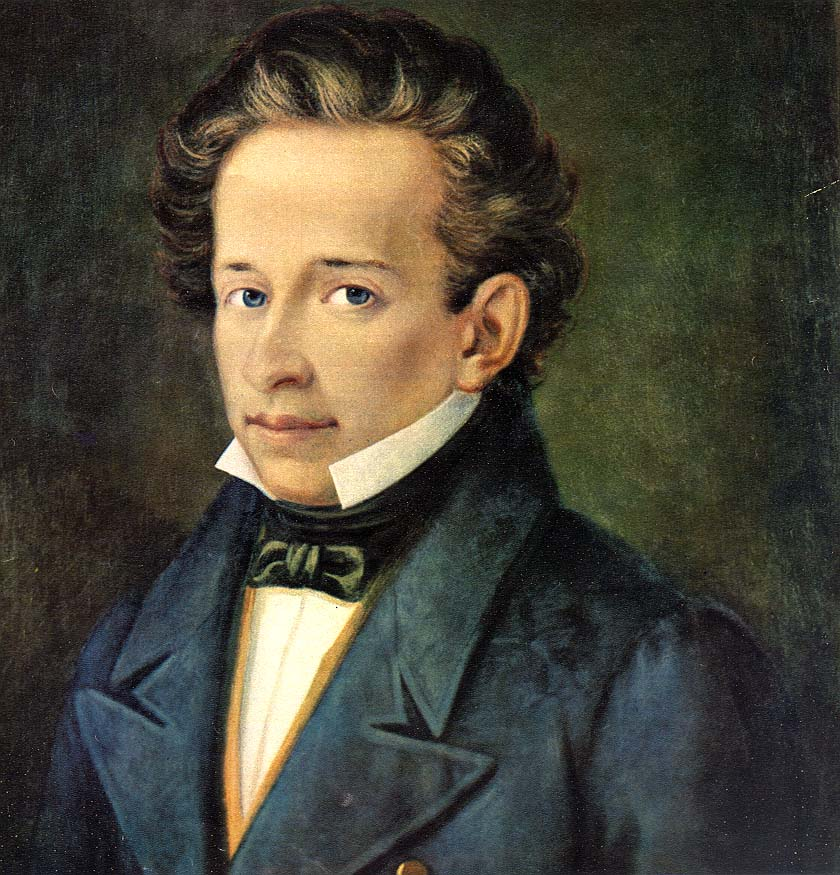
Giacomo Leopardi

Ma intanto si stavano già diffondendo nella penisola le prime istanze risorgimentali, alle quali risulterà strettamente legata la produzione romantica italiana. Esemplare fu in proposito la figura di Alessandro Manzoni, che diede un impulso fondamentale alla diffusione del genere letterario del romanzo storico, nell'ambito della corrente oggettivo-realistica. Altri scrittori di questo filone furono Massimo d'Azeglio (anche pittore e politico) e Niccolò Tommaseo. Ideologo e critico letterario nel movimento romantico fu anche il patriota e filosofo Giuseppe Mazzini.
Dedito alla lirica poetica soggettiva fu invece Giacomo Leopardi, sebbene la sua definizione come romantico sia discussa dalla critica letteraria, essendo stata da lui stesso negata vista la presenza nella sua poetica di elementi riconducibili anche all'Illuminismo e al Neoclassicismo.
Nel complesso il Romanticismo italiano fu soprattutto l'espressione del nuovo ambiente storico e sociale della borghesia, come si era sviluppato, specie in Lombardia, durante la Rivoluzione francese, in cui si esprimevano quelle esigenze di nazionalità e popolarismo che contraddistinsero quest'epoca rispetto alle precedenti esperienze settecentesche.
Altri scrittori del Romanticismo italiano furono Ippolito Nievo, il piemontese Giuseppe Botero (1815-1885), che produsse opere di vario genere compresi romanzi, racconti, parabole e discorsi (come Ricciarda, i Nurra e i Cabras) dedicando gran parte della sua carriera alla letteratura sarda, e il critico letterario Francesco de Sanctis (1817–1883).
Il tardo romanticismo fu infine rappresentato da Giovanni Prati, Aleardo Aleardi ed altri, fino a conflure, influenzato dagli esiti del romanticismo straniero, nel realismo, nel simbolismo, e nel movimento della Scapigliatura.

### Il Romanticismo letterario statunitense
Negli Stati Uniti il movimento letterario romantico assunse caratteri peculiari, nella vocazione filosofico-profetica del Trascendentalismo di Ralph Waldo Emerson e Henry David Thoreau, e nel romanticismo dark di Edgar Allan Poe, reazione ai trascendentalisti e ispirato al gotico europeo (Lewis, Radcliffe, Mary Shelley, Hoffmann), fino a confluire poi nelle poetiche tardo-romantiche, neo-trascendentaliste e neoromantiche di Walt Whitman ed Emily Dickinson, con influssi anche sul romanzo di Herman Melville.

## Romanticismo in filosofia

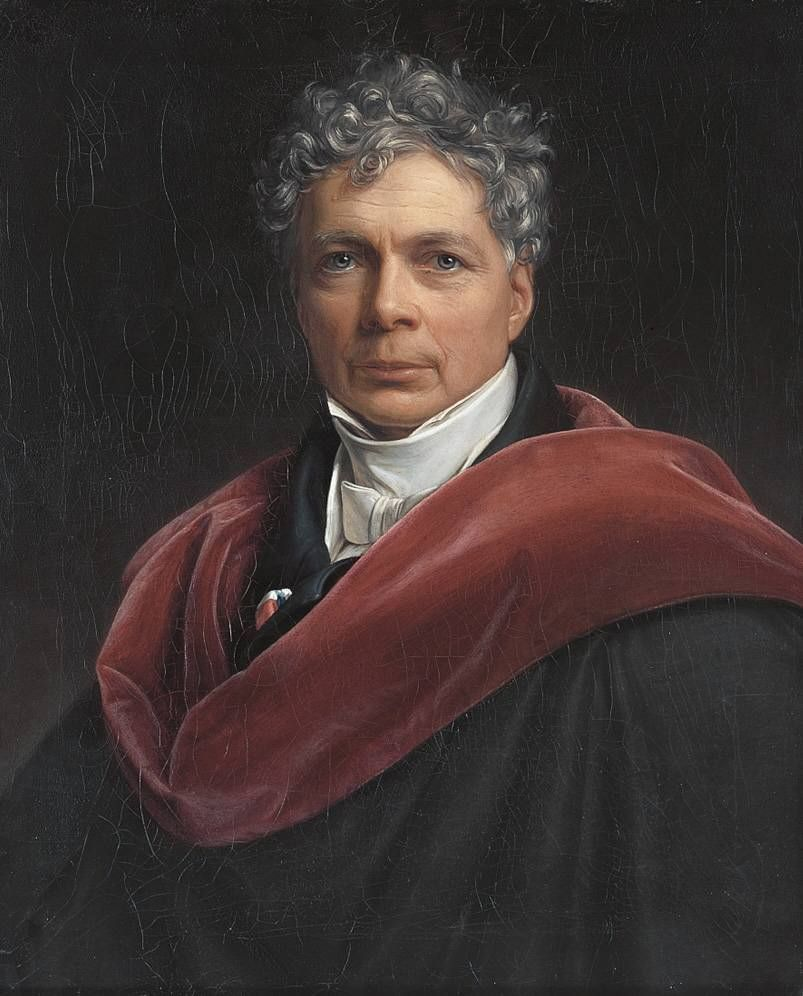
Friedrich Schelling

La filosofia in età romantica si riflette nel pensiero dei massimi esponenti dell'idealismo, in particolare di quello tedesco, rappresentato da Fichte, Schelling ed Hegel; esso fu però anticipato da Kant, che nella Critica del Giudizio aveva aperto la strada alla concezione della natura come inesauribile e spontanea forza vitale dove si esprime la divinità.
È importante inoltre evidenziare che l'idealismo non si identifica come la filosofia del Romanticismo, pur risultando a pieno titolo la sintesi meglio riuscita della corrente: colui che riuscì maggiormente a interpretare la sensibilità romantica fu Schelling, soprattutto per l'importanza attribuita al momento estetico dell'arte, e al mito; sarà invece l'idealismo di Hegel a dare adito a pesanti critiche al Romanticismo, pur eccependone i princìpi cardine, contestandone l'eccesso di sentimentalismo, e la svalutazione delle facoltà non solo intellettuali ma anche razionali dell'individuo. 
La filosofia romantica proponeva infatti un superamento della filosofia illuminista, il cui massimo esponente, Immanuel Kant, pur tracciando le fondamenta del sapere umano con l'attribuzione all'intelletto (facoltà del finito) della possibilità di costruire scienza, stabilisce l'impossibilità di poter conoscere l'Assoluto, come illustrato nella Critica della ragione pura. La posizione di Kant era stata in parte ripresa da Fichte, il quale rivalutò l'intuizione e accentuò l'impossibilità di cogliere l'Assoluto con la sola ragione. Mentre il Romanticismo predicava così una sostanziale incapacità della ragione nel cogliere la più intima essenza della realtà, contrapponendo ad essa il sentimento, l'ironia e l'istinto, l'idealismo hegeliano intendeva invece attingere all'assoluto proprio mediante l'uso della razionalità, quale espressione dello Spirito immanente alla realtà.
Un altro movimento filosofico che rientra appieno nell'ambito romantico, pur essendo posteriore agli anni d'oro del Romanticismo tedesco, è il Trascendentalismo americano di Ralph Waldo Emerson ed Henry David Thoreau. Per il resto l'eredità romantica fu portata avanti sostanzialmente dalle correnti dell'hegelismo attestate sulle posizioni della cosiddetta destra hegeliana, o da quelle neoidealistiche che si svilupparono in Italia, Regno Unito, e nella stessa America, le quali ne consideravano soprattutto gli aspetti religiosi e spirituali, reinterpretandolo anche con commistioni neokantiane.

### Concezione romantica della storia
Nell'età del Romanticismo si ebbe un superamento della concezione illuminista della storia, a cui fu rimproverato di basarsi su un'idea della ragione astratta e livellatrice, che in nome dei suoi principi generici era giunta a produrre le stragi del Terrore della Rivoluzione francese, e a spegnere il sogno di libertà sotto la tirannide napoleonica. A quella i romantici sostituirono perciò una «ragione storica», che tenesse conto anche delle peculiarità e dello spirito dei diversi popoli, a volte assimilati a degli organismi viventi, con una loro anima e una loro storia.
Le vicende con cui il secolo dei lumi era tramontato avevano inoltre dimostrato che gli uomini si propongono di perseguire alti e nobili fini che s'infrangono dinanzi alla realtà storica. Fu così elaborata una nuova concezione della storia che mettesse in discussione la convinzione illuminista della capacità degli uomini di costruire e guidare la storia con la loro meschina ragione: la storia non è guidata dagli uomini ma è Dio che agisce in essa.
Nel complesso, la polemica contro l'ugualitarismo e il cosmopolitismo illuministi assunse aspetti e caratteri diversi a seconda dei contesti, aspetti che tuttavia restarono intrecciati e difficilmente separabili in maniera netta. Vi fu da un lato una tendenza restauratrice, rivolta però non tanto al ripristino anacronista dell'Ancien régime, quanto al recupero di quelle tradizioni, religiose in particolare, ritenute patrimonio della coscienza collettiva.

La libertà che guida il popolo, di Eugène Delacroix, 1833 (Parigi, Museo del Louvre)

Significativa fu l'opera di De Maistre e altri autori, per i quali «la storia umana è diretta da una Provvidenza che supera gli accorgimenti politici e che drizza a ignote mete la nave dell'umanità». In generale «s'identificò la storia della civiltà con la storia della religione, e si scorse una forza provvidenziale non solo nelle monarchie, ma sin nel carnefice, che non potrebbe sorgere e operare nella sua sinistra funzione se non lo suscitasse, a tutela della giustizia, Iddio: tanto è lungi dall'essere operatore e costruttore di storia l'arbitrio individuale e il raziocino logico».
D'altro lato, la stessa concezione provvidenziale della storia diede luogo ad altre tendenze che si potrebbero definire liberali, per le quali i principi proclamati nel 1789 restavano validi, pur essendo da condannare gli esiti giacobini della Rivoluzione francese. 
Lo scrittore François-René de Chateaubriand in una sintesi esprimeva ad esempio l'esigenza di «conservare l'opera politica che è scaturita dalla rivoluzione» e «costruire il governo rappresentativo sulla religione». La libertà di religione fu ritenuta in particolare un antidoto basilare sia al dispotismo assolutistico, che all'anarchia rivoluzionaria.
La concezione romantica tendenzialmente reazionaria o conservatrice si trasforma infatti in democratica nell'opera successiva di politici e ideologi come Giuseppe Mazzini, Hugo e Lamartine. È anche il momento delle nuove rivoluzioni, che sfoceranno nella primavera dei popoli.

### Concezione romantica della scienza

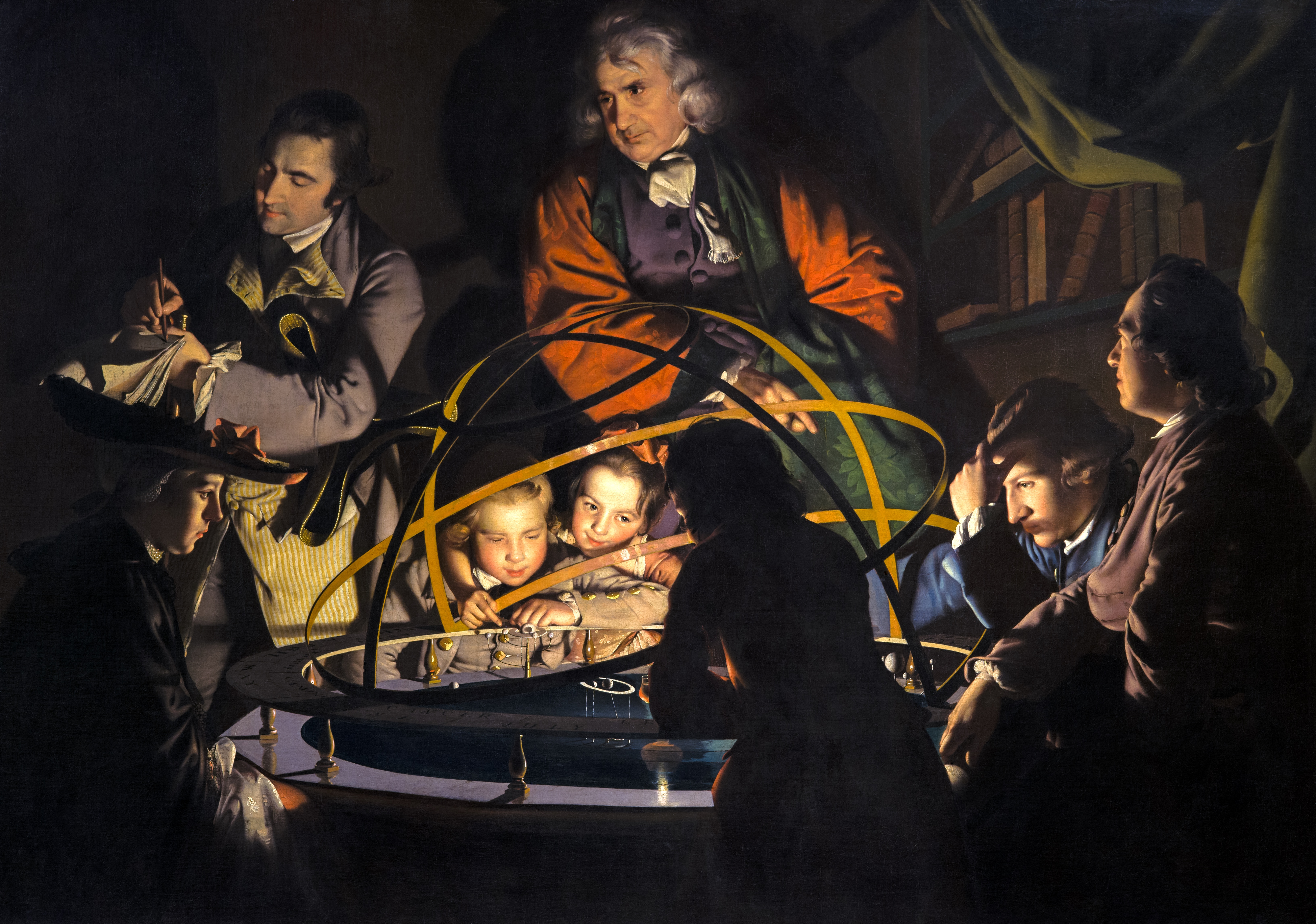
Filosofo tiene una lezione sul planetario, dipinto di Joseph Wright of Derby (1765)

Oltre ai vari aspetti della vita intellettuale, il movimento romantico influenzò anche l'ambito scientifico. Fu in particolare il nuovo corso della Naturphilosophie impresso alla tradizionale filosofia naturale a ridefinire la concezione della scienza in opposizione al meccanicismo illuminista, stimolando la ricerca di un significato metafisico e simbolico dei fenomeni, che unificasse in una sintesi organica l'opposizione tra l'essere umano e il mondo.
(Mario Andrea Rigoni, Leopardi, Schelling, Madame de Staël e la scienza romantica della natura, 2001)
 Tra i principi maggiormente in voga nella scienza romantica vi erano l'anti-riduzionismo, secondo cui il tutto vale più delle singole parti, l'organicità del sapere con le sue analogie, la polarità e la continua metamorfosi delle forme viventi a partire da un'essenza ideale.
I romantici cercavano di ristabilire un'armonia conoscitiva con la natura, convinti che questa avrebbe svelato i suoi segreti solo a coloro che l'apprezzassero e la rispettassero sinceramente, accedendovi non tanto attraverso dimostrazioni teoriche, bensì grazie ad un'intima connessione personale, resa possibile dalla creatività e dall'esperienza del genio solitario. Lo scienziato inglese Sir Humphry Davy affermò ad esempio che la comprensione della natura richiedeva «un atteggiamento di ammirazione, amore e adorazione».

## Romanticismo nell'arte

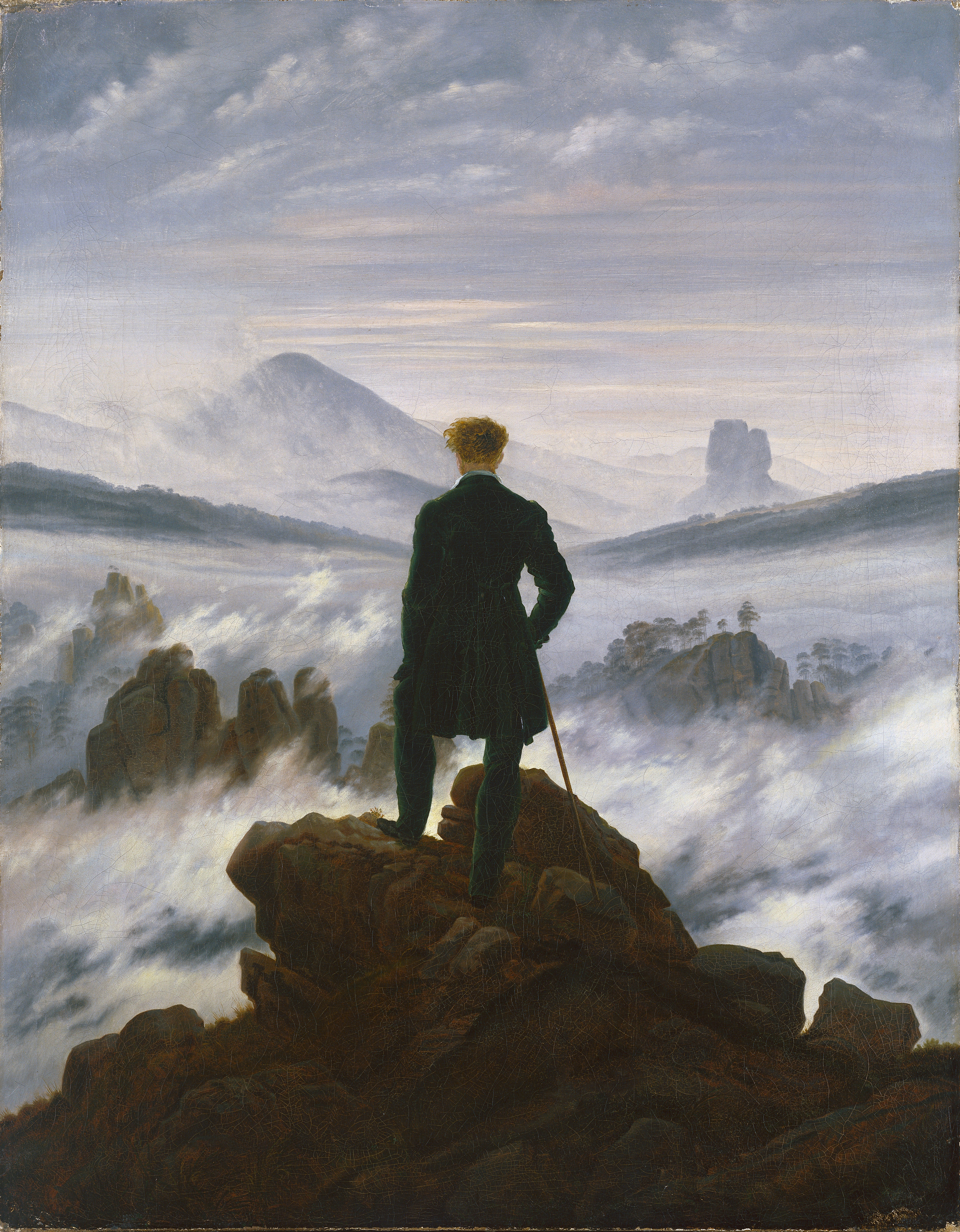
Caspar David Friedrich, Viandante sul mare di nebbia, 1818 (Amburgo, Kunsthalle): il dipinto è considerato uno dei manifesti del romanticismo.

Nel 1819 viene definita romantica la scuola che mira alla rappresentazione fedele di profonde e toccanti emozioni, mentre nel 1829 l'attributo romantico viene esteso a molti fenomeni collaterali delle arti visive, entrando nel gergo delle sarte, delle modiste e persino dei pasticcieri, romantico è tutto ciò che ha un'aria di inverosimile, irreale e fantastico, tutto quello che si contrappone all'arte accademica definita forzata, artificiale dogmatica e priva di fantasia.
Charles Baudelaire a commento del Salon del 1846 scrisse il saggio Che cos'è il Romanticismo?, in questo definisce romantico chi "conosce gli aspetti della natura e le situazioni degli uomini che gli artisti del passato hanno sdegnato o misconosciuto". Lo scrittore inoltre fa coincidere Romanticismo e modernità affermando: "Chi dice romantico dice arte moderna, cioè intimità, spiritualità, colore, aspirazione verso l'infinito espresse con tutti i mezzi che le arti offrono".

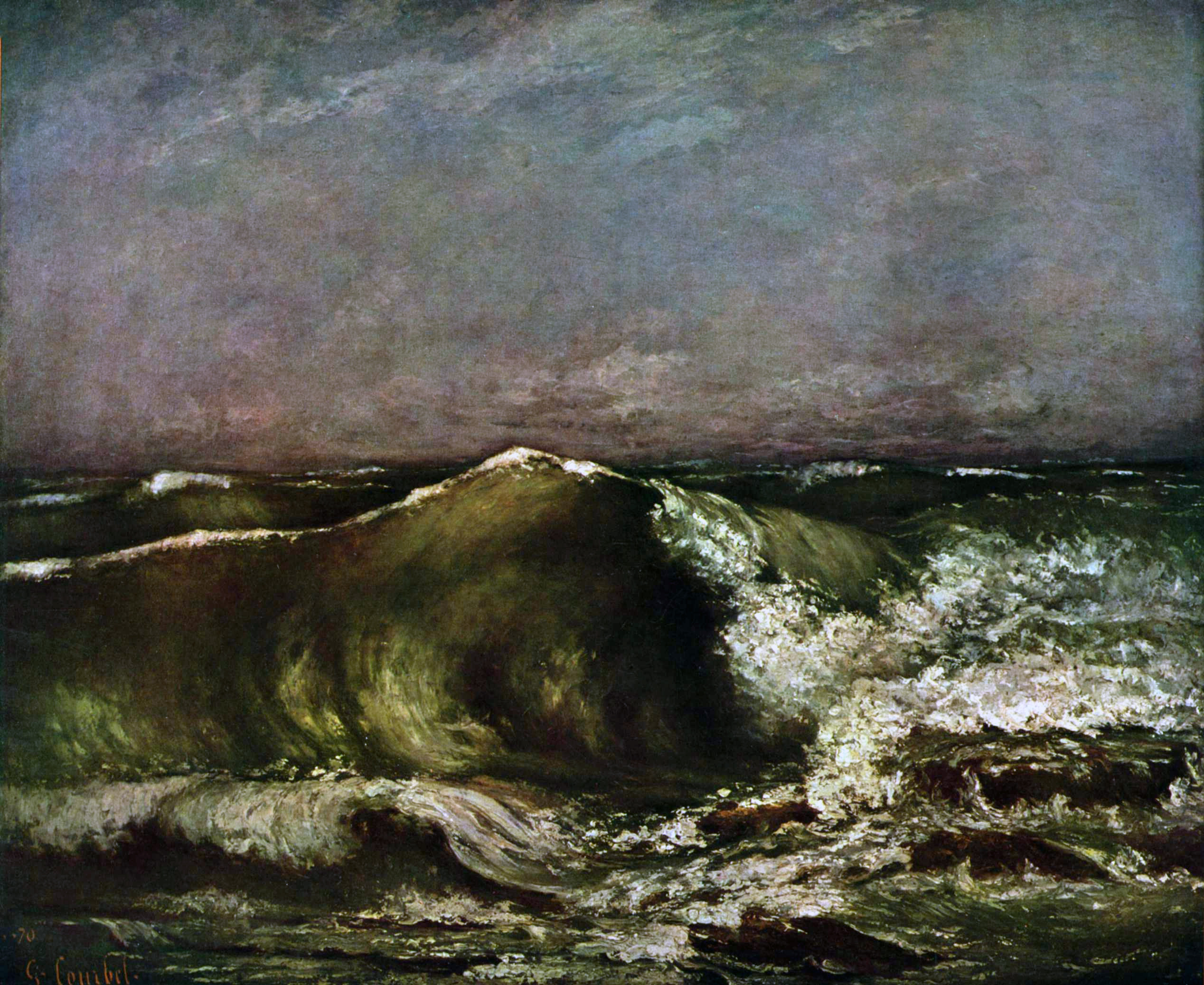
Gustave Courbet, L'onda, 1870 (Winterthur, Sammlung Oskar Reinhart am Römerholz).

Un dipinto romantico è facilmente riconoscibile perché fa largo uso di panorami naturali sterminati e violenti, definiti sublimi come nel caso del viandante sul mare di nebbia, di Friedrich, dove un uomo è ritratto di spalle (questo rappresenta la parte inconscia e nascosta del suo animo) ed è affacciato su un mare di nebbia che invade un paesaggio montuoso. È importante il fatto che l'uomo venga identificato come viandante, che lo ricollega al tema romantico dell'esule. «In eroica solitudine, l'uomo è assorto nella contemplazione dell'infinito e la sua grandezza tragica si pone di fronte alla potenza simbolica delle forze della natura...»
Allo stesso tempo, un altro quadro, paesaggio invernale, presenta altri tòpoi, come quello dell'inverno e della neve, che rappresenta la vecchiaia, oppure gli alberi spogli che rappresentano la morte. L'uomo nel dipinto si regge ad un bastone: quelle sono le illusioni che l'uomo coltiva per vivere. Così si va delineando un tipo di arte che riflette la filosofia e le tendenze artistiche di quegli anni, dove l'artista era in conflitto con la società borghese ed i suoi valori, che vedevano l'arte come qualcosa di commercialmente non produttivo e quindi inutile.
Inoltre, dipinti come L'onda, di Gustave Courbet, riflettono quel senso di vuoto e di mancanza di punti di riferimento dell'uomo romantico. Autori tipici del Romanticismo sono anche Goya, Delacroix, Gericault, Turner, Constable, Hayez.
Géricault nella sua opera La zattera della Medusa,. dipinta intorno al 1819, con il suo miscela di elementi barocchi, naturalisti e drammaticità personale dei personaggi, è uno dei dipinti più famosi del movimento romantico.

### La nuova sensibilità

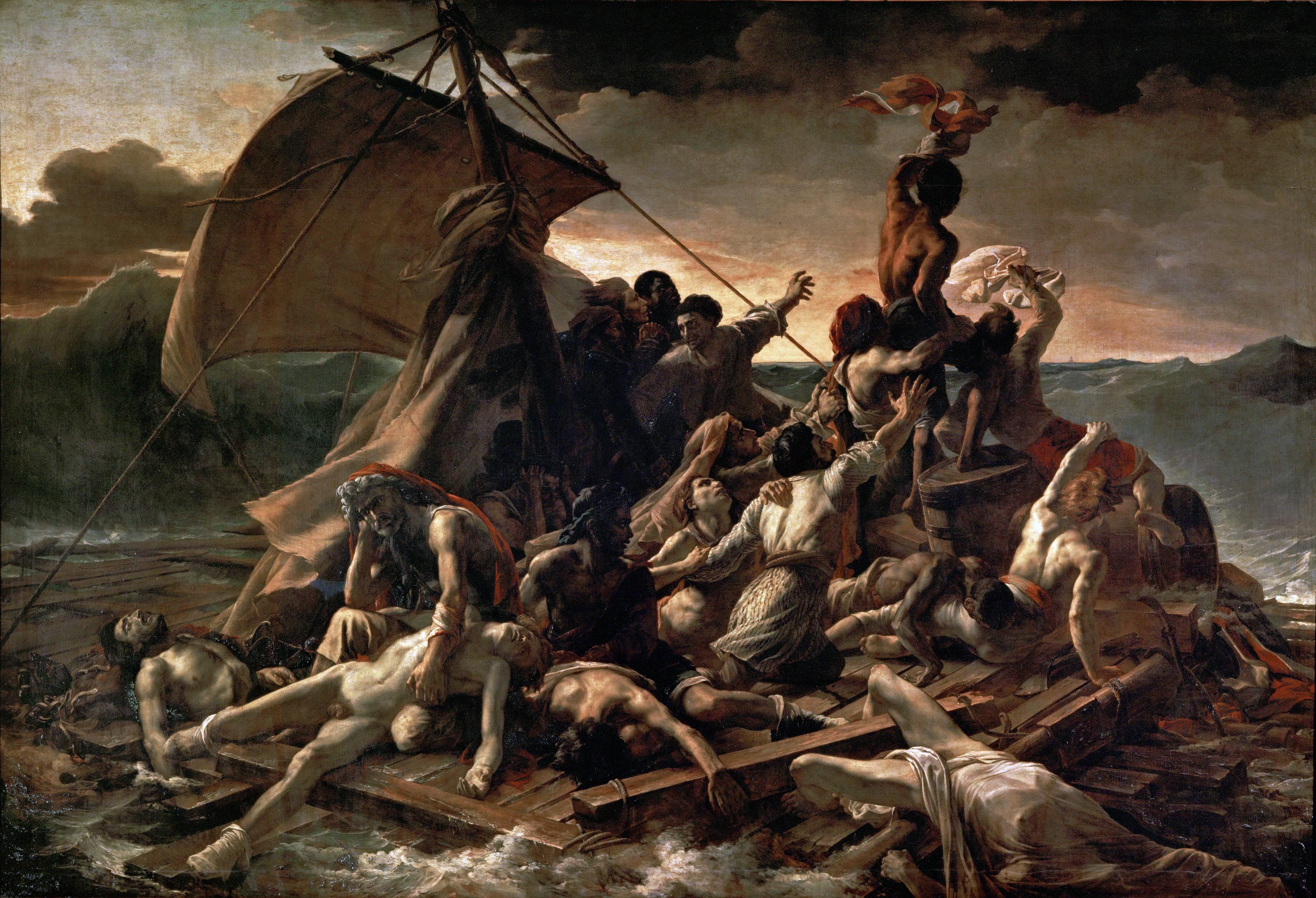
Théodore Géricault, La zattera della Medusa, 1819 (Parigi, Louvre).

La nuova poetica romantica alla fine del Settecento non va ricercata nelle novità formali, ma nell'invenzione di numerosi temi e motivi che verranno più ampiamente sfruttati tra il 1820 e il 1840. Il principale mutamento nella scelta del soggetto concerne sia l'aspetto letterario che storico. Da una parte ormai si preferiva Shakespeare, Froissart e Ossian agli autori classici; dall'altra è la storia nazionale e non più quella antica a diventare protagonista delle tele. Com'è naturale, la riscoperta di Shakespeare avviene in Inghilterra, dove venne promossa la creazione di una Shakespeare Gallery a Boydell, composta di opere commissionate a una trentina di artisti a partire dal 1786, su temi tratti dalle tragedie del drammaturgo. Tra queste il quadro di John Runciman con Re Lear nella tempesta (1767, Edimburgo, National Gallery).
In Francia, per iniziativa del conte d'Angiviller, furono commissionate pitture e statue dedicate agli eroi della storia francese, tra queste nel 1781 Robert Ménageot realizzò la tela con La morte di Leonardo, un quadro di forte assonanza con la pittura romantica, anche nei colori e negli effetti teatrali tesi a drammatizzare l'avvenimento. Con la Deposizione di Atala, del 1799, Anne-Louis Girodet-Trioson allievo di David, inserì le figure in un mondo primitivo, fonte di turbamenti e sentimenti non più controllati dalla ragione. Nel Salon del 1808 Antoine-Jean Gros presenta la tela con Napoleone sul campo di battaglia di Eylau il 9 febbraio 1807, una tela storica di carattere encomiastico, che presenta, nei morti e feriti in primo piano, forti accenti di carattere realistico. Nel 1831 il periodico romantico «L'Artiste» scriverà: Non abbiamo dubbi: "Napoleone sul campo di battaglia di Eylau" segna la nascita della scuola romantica.

## Romanticismo nella musica

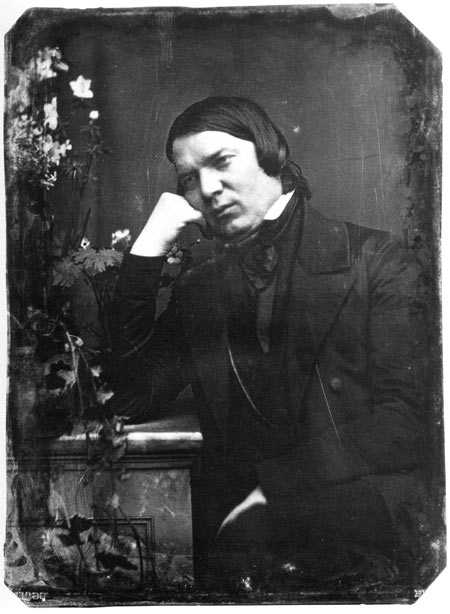
Robert Schumann, dagherrotipo del 1850

Nel corso del tempo la musica aveva riservato a se stessa la definizione di arte specialistica che rinchiusa nel suo isolamento tendeva ad estraniarsi dalla cultura. Nel XVIII secolo questa situazione cambia radicalmente: i letterati e gli intellettuali illuministi cominciano a dibattere della funzione della musica nella cultura contemporanea. 

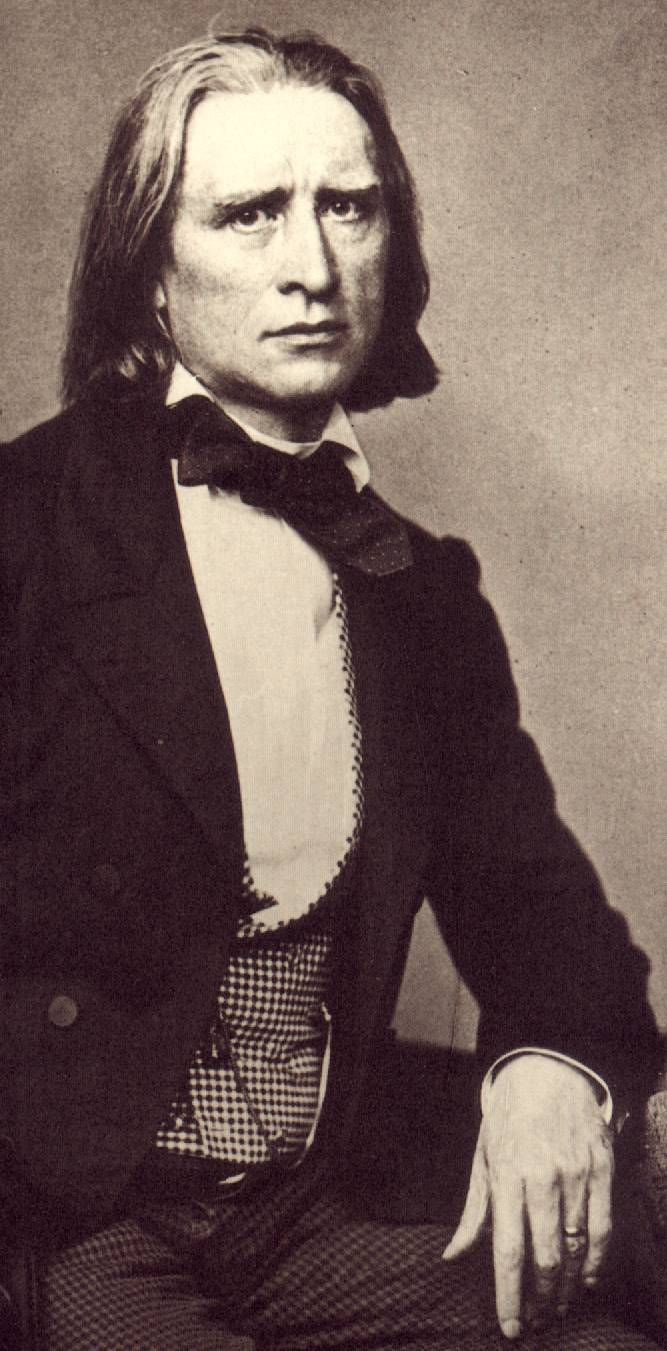
Franz Liszt, dagherrotipo del 1858

Il superamento del divario musica-cultura fu dovuto soprattutto al grande sviluppo del melodramma dopo il 600 quando la poesia entra nella musica che si esprime nelle rappresentazioni teatrali. La tendenza degli illuministi era quella di assegnare alla musica il gradino più basso delle arti per la sua inferiorità espressiva semantica mentre con il romanticismo non solo si rivaluta la superiorità dell'espressione musicale «la musica parla il linguaggio più universale da cui l'anima è liberamente, indeterminatamente eccitata» ma si concepisce un nuovo rapporto tra le arti per cui «l'estetica di un'arte è quella delle altre, soltanto il materiale è diverso»
Nel panorama musicale dell'epoca romantica nel dibattito finalmente aperto sull'arte musicale si distinguono a prima vista due correnti contrastanti: la "musica assoluta" e la "musica a programma" nel senso che alla contemplazione delle forme musicali per ciò che sono nella prima, come avviene ad esempio con il quartetto d'archi, si contrappone una composizione musicale che vuole descrivere o narrare con mezzi puramente musicali, una storia basata su temi letterari, pittorici o creare un'imitazione di sonorità extramusicali come il suono di campane, canti di uccelli ecc. 
La funzione descrittiva è stata sempre uno degli scopi principali del linguaggio musicale, molto usata soprattutto agli inizi, prima che la musica acquisisse una propria autonomia attorno al Cinquecento. Tuttavia la musica a programma vera e propria si sviluppò agli inizi dell'Ottocento, in epoca romantica soprattutto con il poema sinfonico che poteva ispirarsi a un'opera letteraria in versi (Les Préludes di Franz Liszt) o in prosa (Don Chisciotte di Richard Strauss), a un'opera filosofica (Così parlò Zarathustra di Richard Strauss) o che voleva essere un omaggio a luoghi od occasioni particolari (I pini di Roma, Le fontane di Roma, Feste romane di Ottorino Respighi), ma anche che voleva esprimere una puramente libera intuizione del compositore (Una saga di Jean Sibelius). Tra i musicisti che più svilupparono questo tipo di composizione si devono citare tra gli altri: Liszt, Čajkovskij, Richard Strauss, Smetana, Sibelius e Respighi. Per l'esecuzione del poema sinfonico furono introdotte delle novità nella composizione dell'orchestra romantica che, pur mantenendo la struttura di quella classica, aumentò la presenza degli strumenti a fiato e introdusse strumenti del tutto nuovi per creare originali effetti timbrici come avvenne soprattutto nelle opere di Berlioz (autore di un famoso trattato di orchestrazione), Richard Wagner, Gustav Mahler e Richard Strauss. A Wagner si deve anche l'uso del golfo mistico, la buca dove siede l'orchestra, per una migliore acustica e per non ostacolare la vista completa del palcoscenico.

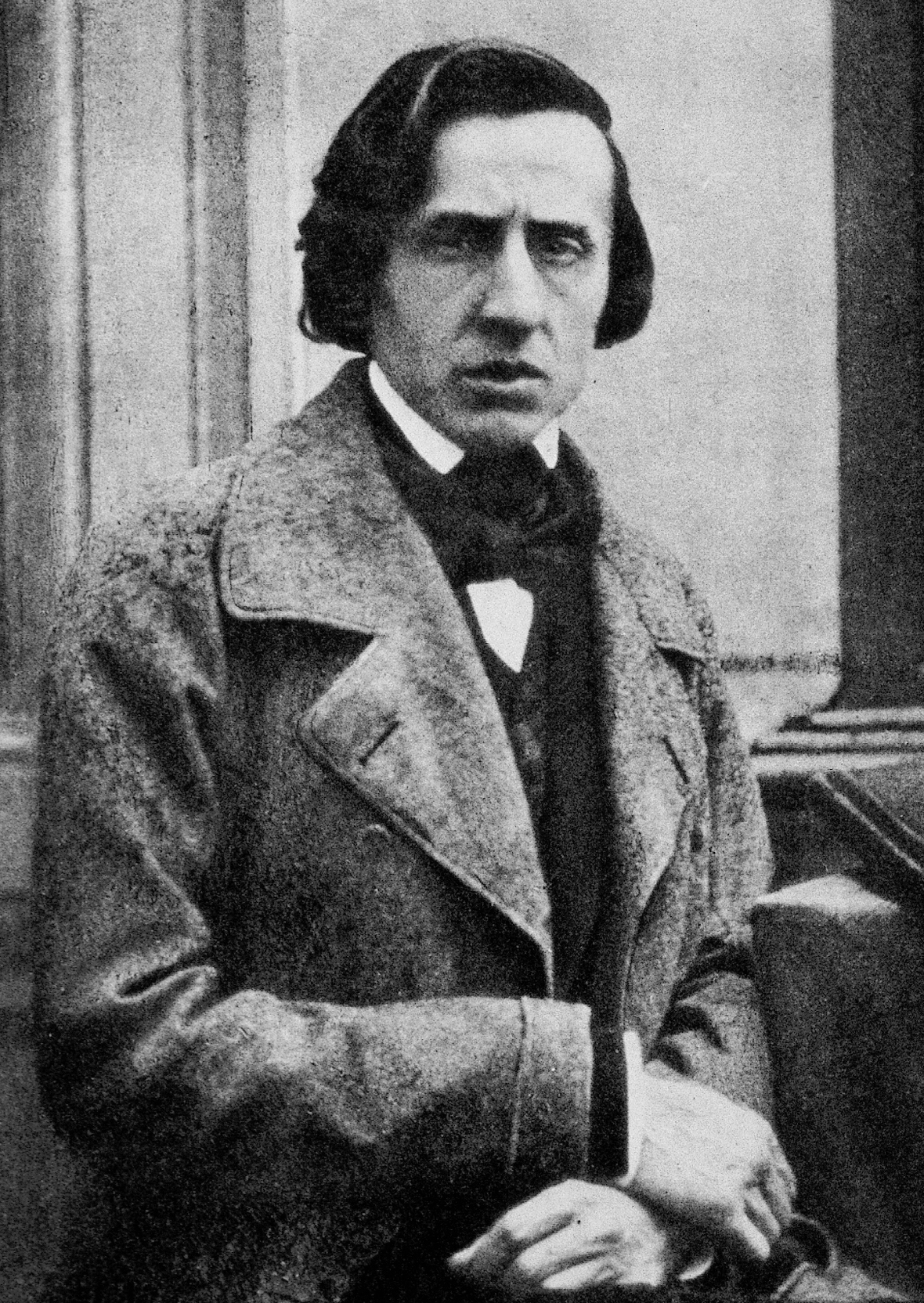
Dagherotipo di Chopin nel 1846

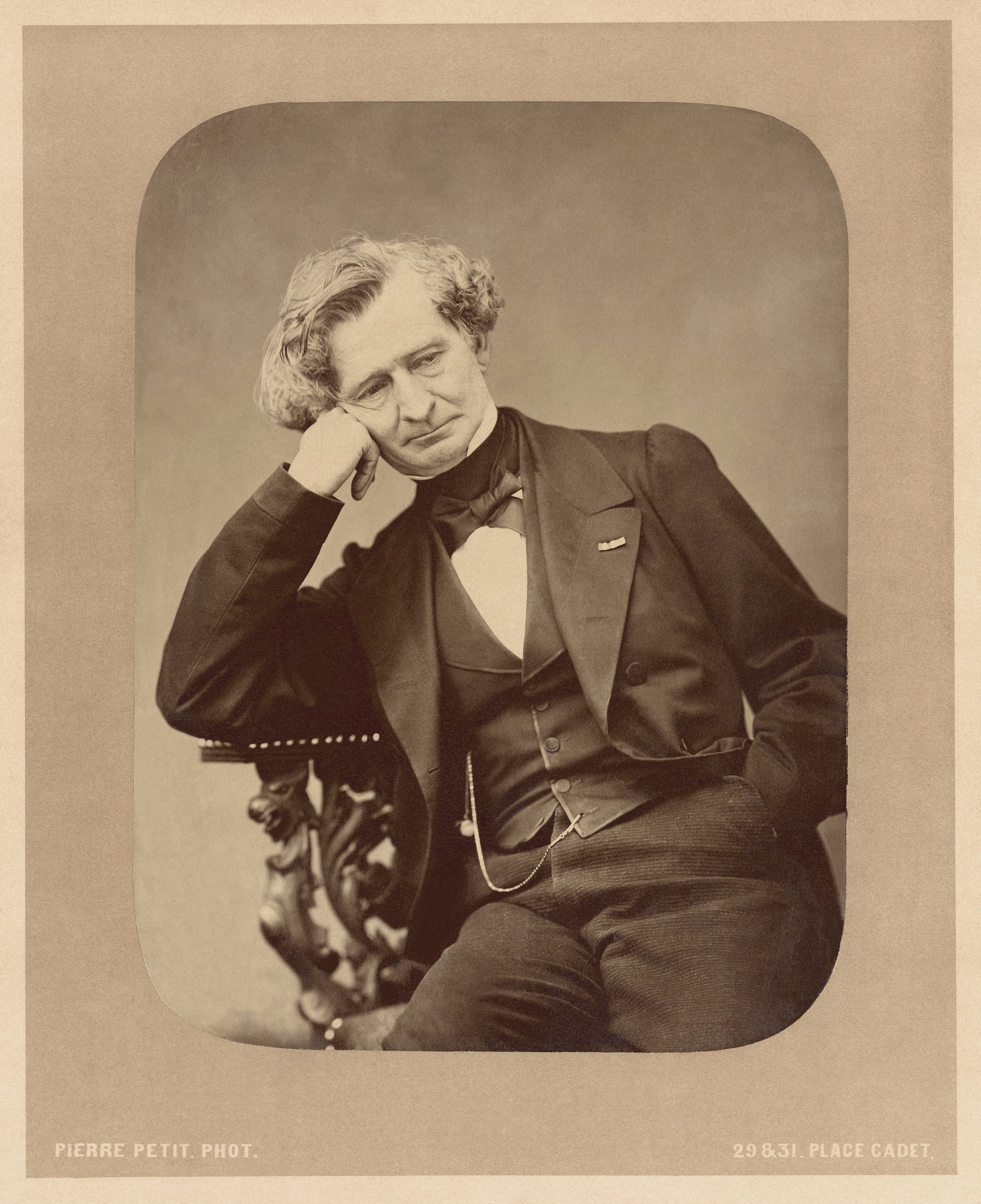
Hector Berlioz, dagherrotipo del 1863

Nella prosecuzione del dibattito tra le due concezioni contrastanti sulla musica pura e su quella a programma si distinse il pensiero di Johann Carl Friedrich Triest (1764-1810) un musicologo dilettante e filosofo eclettico che nelle sue Bemerkungen über die Ausbildung der Tonkunst in Deutschland im achtzehnten Jahrhundert. (Note sullo sviluppo dell'arte dei suoni in Germania nel diciottesimo secolo) afferma il primato della musica tedesca in Europa iniziato con Johann Sebastian Bach e contrasta l'idea che la musica pura possa identificarsi con la musica strumentale e sostiene invece che la vera differenza tra le due vada ricercata sul piano estetico e non su quello pratico. Rifacendosi alla Critica del giudizio kantiana del 1790 Triest afferma che la musica pura è un «bel gioco di suoni» che realizza di per sé una finalità estetica; «di contro rendere sensibile attraverso la musica un soggetto (i suoi sentimenti e le sue azioni) ...si chiama musica applicata.» come quei brani cantati in cui «il testo non dice nulla alla musica pura»

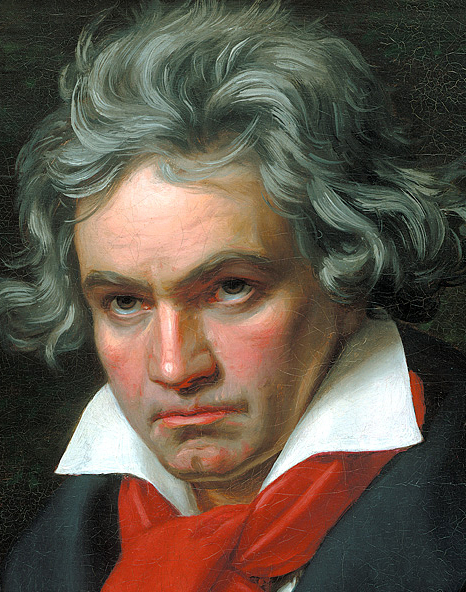
Ludwig van Beethoven ritratto da Joseph Karl Stieler nel 1820

Sebbene l'alternativa tra musica pura e musica a programma continuasse a porsi come chiaramente indubitabile tuttavia non mancarono confusioni ed equivoci dovuti soprattutto alla produzione di Ludwig van Beethoven che sembrava inizialmente il campione della musica pura nelle prime sinfonie, nei quartetti e nei concerti per pianoforte e orchestra. A partire però dalla Quinta vi fu una svolta verso la musica a programma che trovò la sua piena realizzazione nella Sinfonia fantastica di Hector Berlioz pubblicata poco tempo dopo la Nona di Beethoven.
In quest'ultima, con l'Inno alla gioia di Schiller, la concezione di Beethoven superò le forme allora in uso del linguaggio sinfonico e proiettò il musicista in una dimensione inesplorata: da semplice artigiano egli diventò poeta e ideologo, creatore di miti e apostolo di una speranza nuova.
In effetti il problema di fondo alla base del contrasto tra musica pura e musica a programma era quello di chiedersi se quei musicisti che accostano musica e letteratura, musica e poesia non vogliano in fondo che far entrare la vita nell'arte. Per Schumann non vi sono dubbi l'arte non sarà più incontaminata ma avrà più significato reale. Scriveva infatti a proposito della Sinfonia in do maggiore di Franz Schubert:

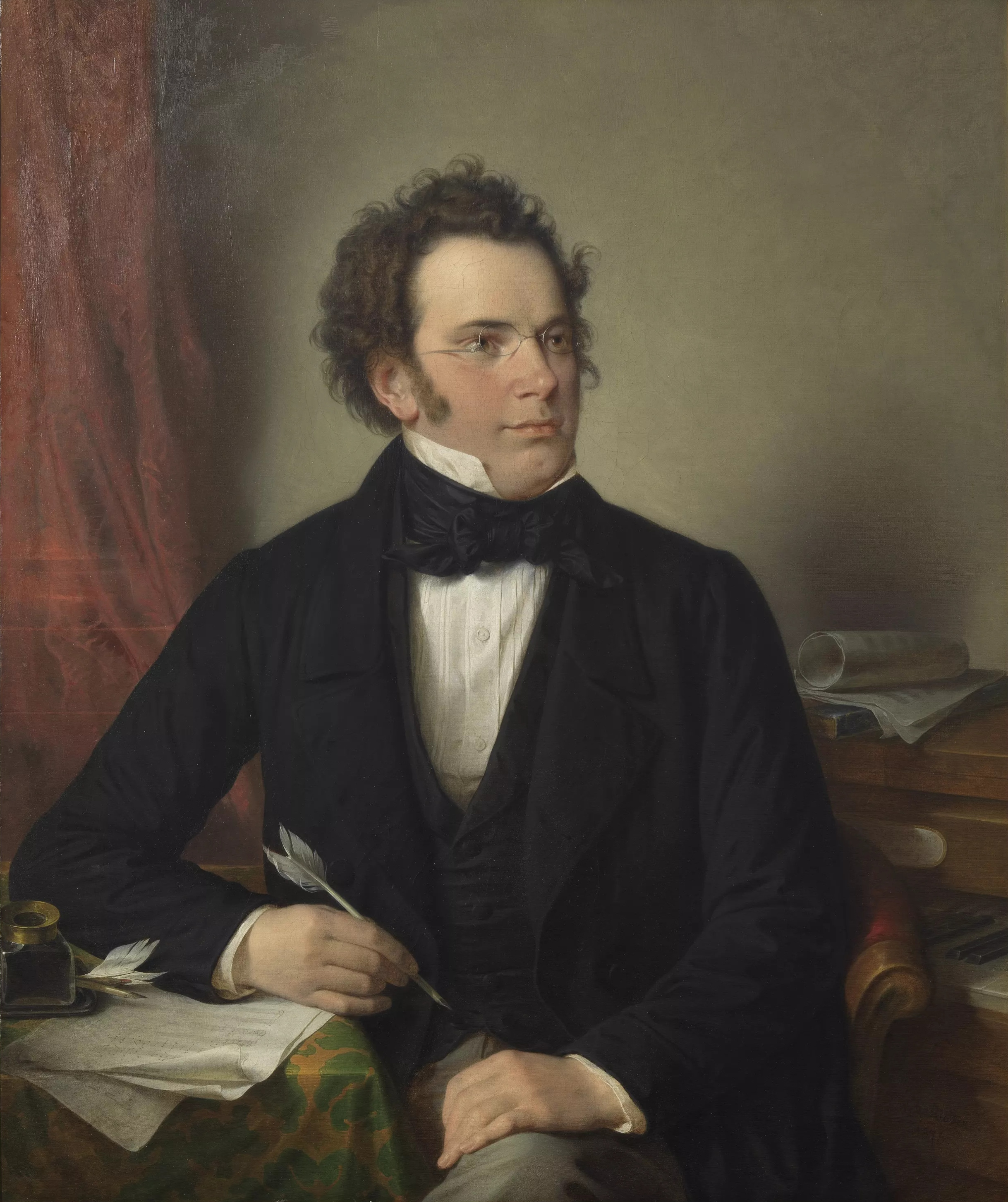
Franz Schubert ritratto da Wilhelm August Rieder nel 1825

In base a queste considerazioni per Liszt non vi sono dubbi i grandi musicisti sono in grado di seguire alternativamente le diverse strade della musica pura e della musica a programma come ha fatto Beethoven ma quella più aderente al progresso dei tempi è quest'ultima che pur non rispettando la tradizione e non rigettando la musica pura, è ormai in grado di rispondere alle esigenze del nuovo pubblico musicale di massa. 

### Classica
- Lettera semiseria di Grisostomo al suo figliuolo - Giovanni Berchet
- Avventure letterarie d'un giorno - Pietro Borsieri
- Intorno all'ingiustizia di alcuni giudizi letterari - Ludovico Di Breme
- Prefazione al Cromwell - Victor Hugo
- Discorso di un italiano intorno alla poesia romantica - Giacomo Leopardi
- Lettera sul romanticismo a Cesare D'Azeglio - Alessandro Manzoni
- Sermone sulla Mitologia - Vincenzo Monti
- Polline in "Athenäum" - Novalis
- El Romanticismo - Carlo Porta
- Allgemeine Brouillon - Novalis
- Della poesia considerata rispetto alle diverse età delle nazioni - Gian Domenico Romagnosi
- Frammenti - Friedrich von Schlegel
- Idee elementari sulla poesia romantica e Dialogo sulle unità drammatiche di luogo e di tempo - Ermes Visconti
- Ballate liriche - William Wordsworth - Samuel Taylor Coleridge
- Lo studente di Salamanca - José de Espronceda

### Critica
- C. Casaliggi e P. Fermanis, Romanticism: A Literary and Cultural History, Londra e New York, Routledge, 2016.
- S. Battaglia, Introduzione al Romanticismo italiano, Napoli, Liguori, 1965.
- F. C. Beiser, The Romantic Imperative. The Concept of Early German Romanticism, Harvard Ma., Harvard University Press, 2006.
- A. De Paz, La rivoluzione romantica. Poetiche, estetiche, ideologie, Napoli, Liguori, 1984.
- A. De Paz, Europa romantica. Fondamenti e paradigmi della sensibilità moderna, Napoli, Liguori, 1994.
- M. Fubini, Il Romanticismo italiano, Bari, Laterza, 1953.
- R. Haym, La Scuola romantica: contributo alla storia dello spirito tedesco [1870], Napoli, Ricciardi, 1965.
- G. Moretti,  Heidelberg romantica. Romanticismo tedesco e nichilismo europeo, Napoli, Guida, 2001.
- M. Pagnini Il Romanticismo, Bologna, Il Mulino, 1986.
- M. Puppo, Romanticismo italiano e Romanticismo europeo, Milano, IPL, 1985.
- P. Quaglia,  Invito a conoscere il Romanticismo, Milano, Mursia, 1987.
- F.Rossi , L'età romantica -Letteratura tedesca tra Rivoluzione e Restaurazione. Carocci. Roma 2023
- Aa.VV., Romanticism in Science, 1790–1840, a cura di Stefano Poggi e Maurizio Bossi, Springer Science & Business Media, 2013.